# Гамкрелідзе Георгій Тенгізович
Георгій Тенгізович Гамкрелідзе (груз. გიორგი გამყრელიძე; нар. 30 вересня 1987, Тбілісі, Грузинська РСР) — грузинський та український футболіст, півзахисник словацького клубу «МШК-Термал».

## Життєпис
Народився в Тбілісі, але футболом розпочав займатися в Україні. Футбольну кар'єру розпочав у 2003 році в складі львівських «Карпат», в якій до 2004 року виступав у ДЮФЛУ. У дорослому футболі дебютував у 2005 році виступами за команду «Галичина» (Дрогобич) у Вищій лізі чемпіонату Львівської області. За дрогобицький колектив відіграв 4 матчі.
У 2006 році перейшов до дніпродзержинської «Сталі». Дебютував у футболці «сталеварів» 5 травня 2006 року в нічийному (1:1) домашньому поєдинку 27-о туру Першої ліги проти бориспільського «Борисфена». Сергій вийшов на поле на 89-й хвилині, замінивши Юрія Селезньова. У складі «Сталі» зіграв 9 матчів у Першій лізі та 1 поєдинок у кубку України. У 2007 році перейшов до львівської «Галичини», в складі якої виступав в аматорському чемпіонаті України. У футболці львів'ян зіграв 7 матчів та відзначився 1 голом у чемпіонаті України, ще 2 поєдинки провів у кубку України. Того ж року перейшов до аматорського клубу «Ай-Ві-Спорт» (Перечин), кольори якого захищав до 2008 року. 
Потім перейшов у першоліговий словацький клуб «Земплін» (Михайлівці), в складі якого виступав до 2015 року. У 2011 році виступав в оренді за нижчоліговий клуб «Рімавска Собота», по завершенні угоди повернувся в Михайлівці. У сезоні 2014/15 років втратив своє місце в складі, виступав переважно у фарм-клубі команди з Михайлівців, «Земпліні-2». У 2015 році покинув клуб та перейшов до «МШК-Термал». У 2016 році виїхав на батьківщину, де виступав у місцевих клубах «Гурія» та «Самтредія». Сезон 2017/18 років знову розпочав у Словаччині виступами за клуб «МШК-Термал».